# شاممتوو
شاممتوو (انگلیسی: Shammetovo) یک شهرک در شهرستان ایلیشفسکی استان باشقیرستان کشور روسیه است.